# 畦地梅太郎

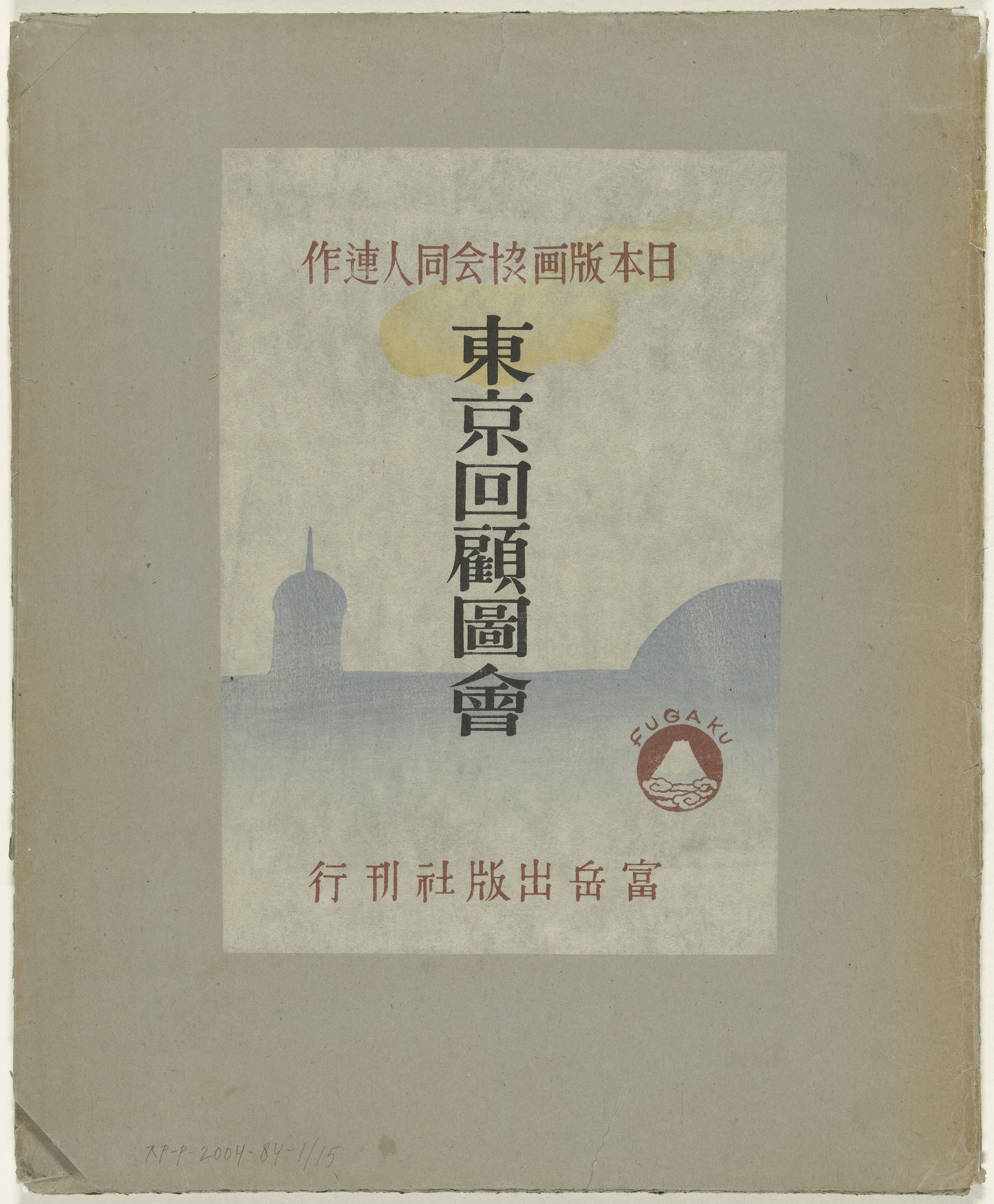
『東京回顧図会』1945年（昭和20年）

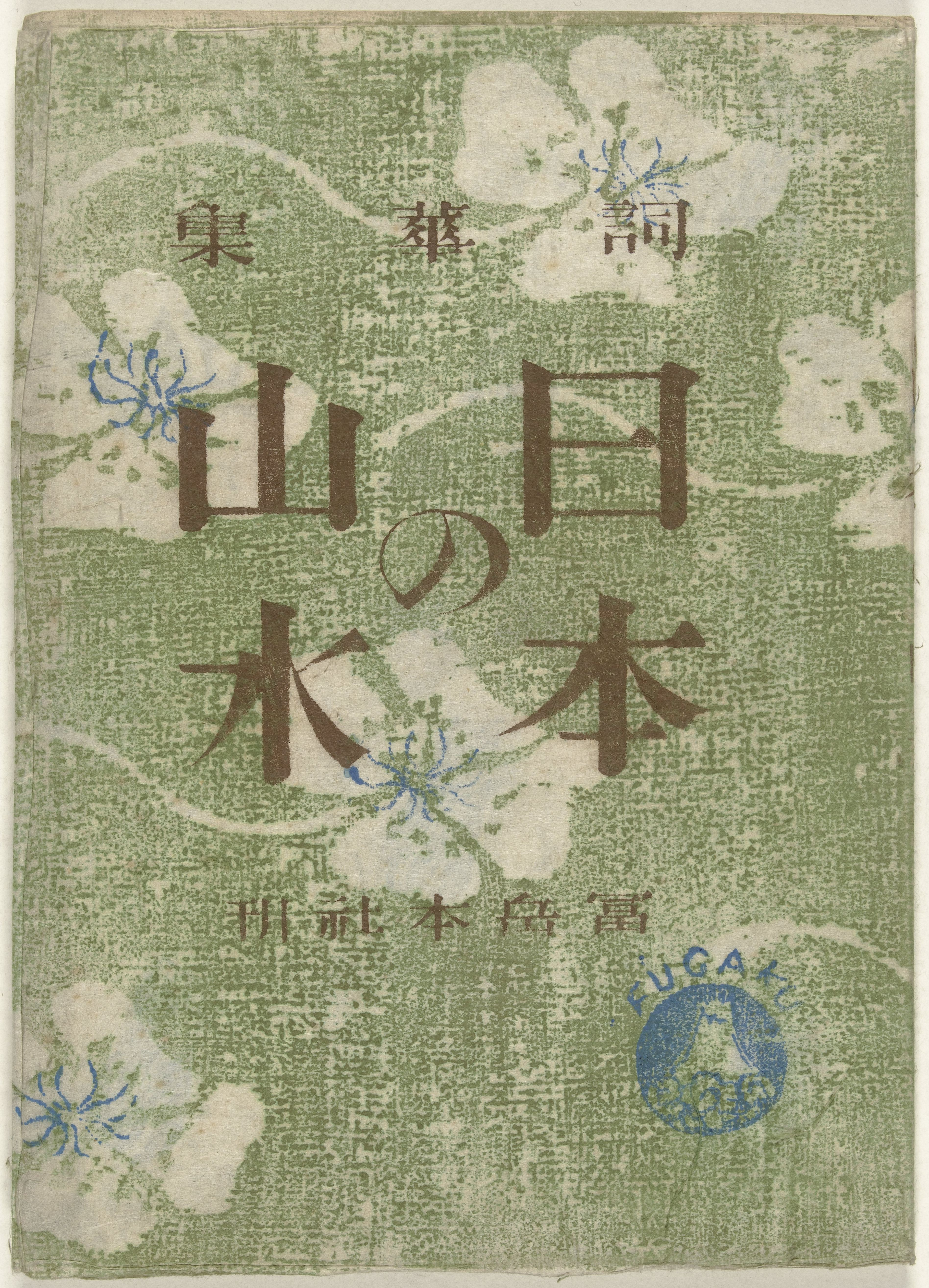
『日本の山水』1946年（昭和2１年）

畦地 梅太郎（あぜち うめたろう、1902年12月28日 - 1999年4月12日）は、日本の版画家。平塚運一らに師事した。山岳風景を題材とした木版画作品を多数発表し、「山の版画家」として知られる。画文集の出版や装丁、挿画などの分野でも活躍した。愛媛県北宇和郡二名村（現・宇和島市三間町）出身。

## 人物
1937年夏に軽井沢へ出かけ浅間山に魅せられ、山を制作の主題に定めて山の風景を描いた作品を多数発表した。戦争中の満州への単身赴任などを経て、第二次世界大戦後は「山男」シリーズを発表していく。右手親指のけが、大やけどの後は家族をテーマにした作品を多く制作した。

## 経歴
1902年12月28日、愛媛県北宇和郡二名村（現・宇和島市三間町）に生まれた。当初は油彩画家を志していたが、船員、石版印刷工などを経て、1920年に愛媛県から上京し、1926年には内閣印刷局に入局した。仕事の空き時間に職場にある材料で鉛版画を試みたことがきっかけで、版画の道へ進んだ。平塚運一、恩地孝四郎、前川千帆らに影響を受けた。1927年には日本創作版画協会第7回展に出品し入選し、内閣印刷局を辞職して版画家となる決意を固めた。平塚運一や恩地孝四郎に師事している。

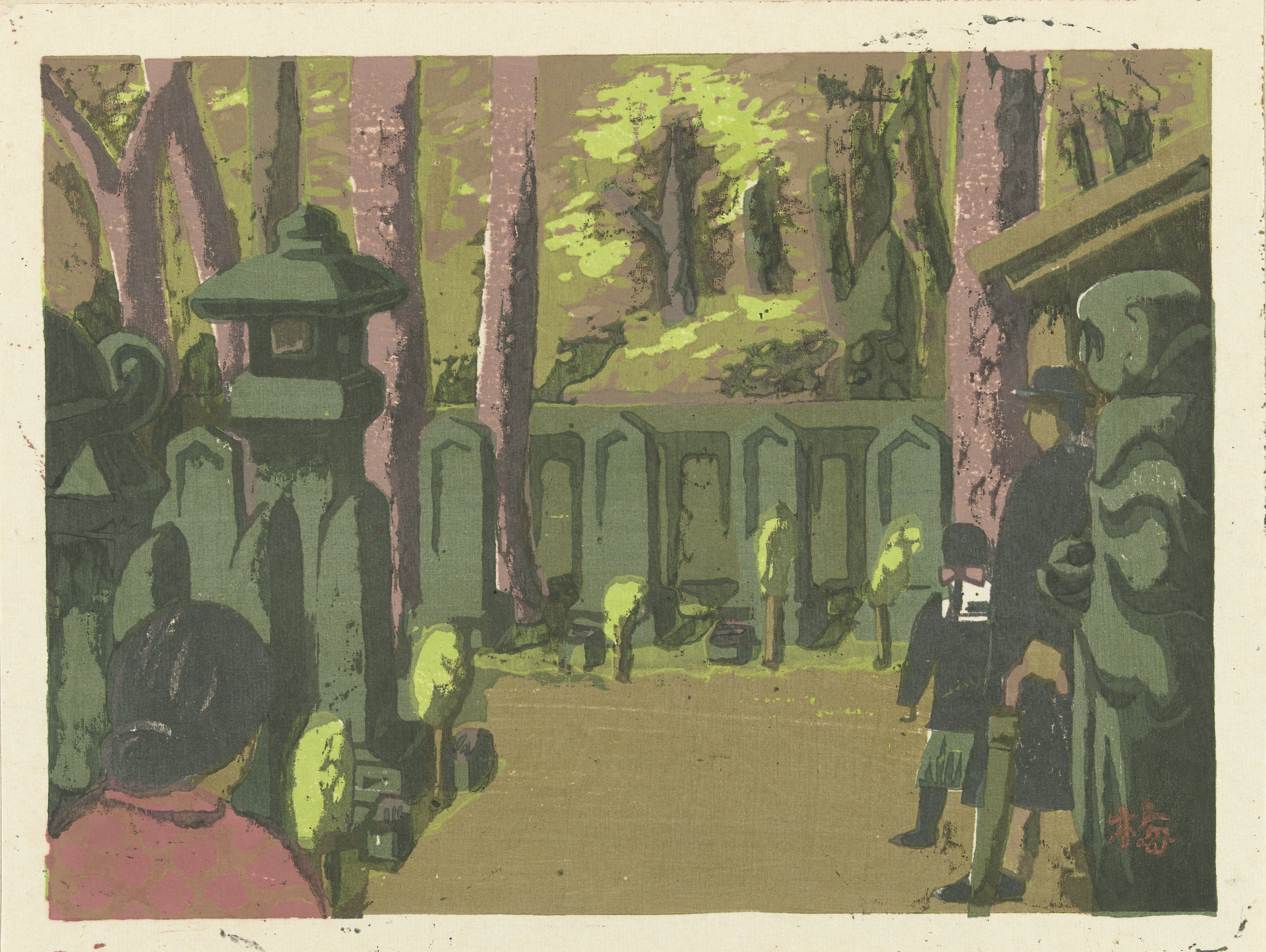
泉岳寺墓所（『東京回顧図会』より）1945年（昭和20年）

1932年には日本版画協会会員となり、1944年には国画会会員となった（1971年に退会）。
東北アジア文化振興会勤務のため単身赴任した満州国新京（現・長春）を題材とした版画集「満洲」を出版している。1949年には日本山岳協会会員となった。
1953年にはブラジルで開催された第2回サンパウロ・ビエンナーレに日本代表として出品し、1956年にはスイスで開催された第4回ルガノ国際版画ビエンナーレに日本代表として出品している。
1971年には「頂上の小屋」「涸沢の小屋」など5点が宮内庁に買い上げられている。1976年には日本版画協会の名誉会員となり、1985年には愛媛県教育文化賞・愛媛新聞賞を受賞した。1986年には三間町名誉町民に推挙され、1996年には町田市名誉市民に推挙された。1999年に96歳で逝去。
2003年には三間町（現・宇和島市）に畦地梅太郎記念美術館が開館した。

## 代表作品
- 赤い家 （1944年）
- 山小屋の老人 （1953年）
- 山の家族 （1973年）